# 出雲坂根駅
出雲坂根駅（いずもさかねえき）は、島根県仁多郡奥出雲町八川にある西日本旅客鉄道（JR西日本）木次線の駅である。愛称は「天真名井」（あめのまない）。
JR西日本では唯一の3段スイッチバックが存在しており、駅舎に隣接して「延命水」と呼ばれる湧水がある。移設前は2番（上り）ホーム構内踏切横に所在した。

## 歴史
- 1937年（昭和12年）12月12日：鉄道省木次線八川駅 - 備後落合駅間の延伸に伴って開業[1]。
- 1971年（昭和46年）10月1日：国鉄職員による乗車券の発売停止[3]、手小荷物の取り扱い停止[4][5]。
- 1987年（昭和62年）4月1日：国鉄分割民営化に伴い、JR西日本の駅となる[1]。
- 2001年（平成13年）10月1日：CTC化に伴い、無人駅化（運転要員無配置化、営業は国鉄時代より無人）。
- 2009年（平成21年）10月：駅舎改築工事に伴い、旧駅舎解体。
- 2010年（平成22年）4月：新駅舎竣工。

## 駅構造
相対式ホーム2面2線と側線を有する列車交換可能な地上駅。下りホーム側に入口があり、両ホームは車止め反対側に位置している構内踏切で連絡している。
2010年4月に改築された現在の駅舎は、待合室やバリアフリートイレを備えている。
木次鉄道部管理の無人駅で自動券売機等の設置はない。

### のりば
| のりば | 路線   | 方向 | 行先               |
| ------ | ------ | ---- | ------------------ |
| 1      | 木次線 | 下り | 備後落合方面       |
| 2      | 木次線 | 上り | 出雲横田・木次方面 |

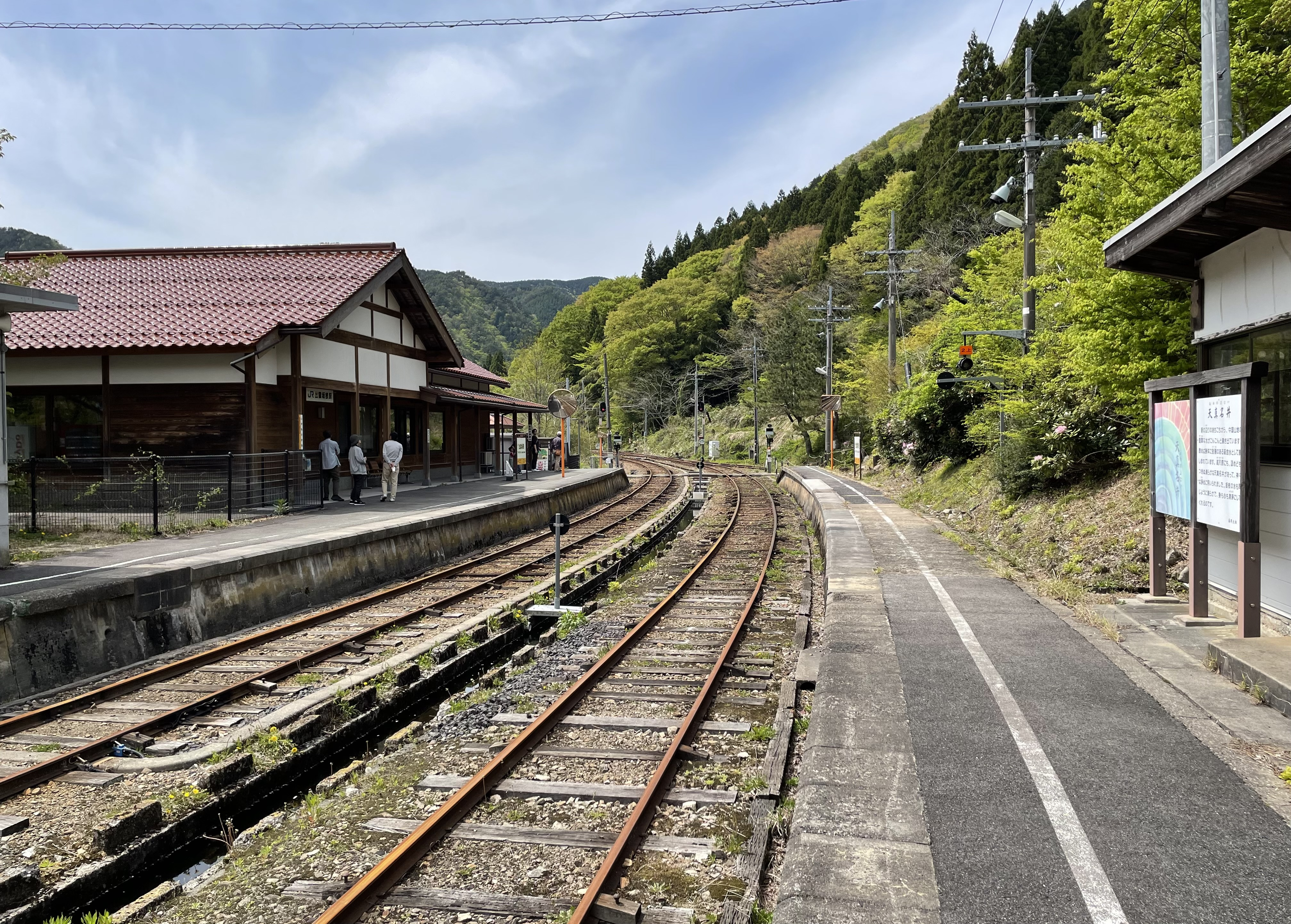
構内（2025年5月）

## 利用状況
近年の1日平均乗車人員の推移は以下の通り。なお、1994年度は31人、1984年度は17人だった。
| 乗車人員推移 | 乗車人員推移 |
| 年度         | 1日平均人数  |
| ------------ | ------------ |
| 1981         | 11           |
| 1984         | 17           |
| 1994         | 31           |
| 1999         | 10           |
| 2000         | 4            |
| 2001         | 3            |
| 2002         | 3            |
| 2003         | 3            |
| 2004         | 3            |
| 2005         | 2            |
| 2006         | 2            |
| 2007         | 3            |
| 2008         | 4            |
| 2009         | 2            |
| 2010         | 8            |
| 2011         | 7            |
| 2012         | 3            |
| 2013         | 1            |
| 2014         | 1            |
| 2015         | 1            |
| 2016         | 1            |
| 2017         | 1            |
| 2018         | 1            |
| 2019         | 2            |
| 2020         | 1            |
| 2021         | 3            |
| 2022         | 3            |

## 駅周辺
- 延命水[2]
- 国道314号
- 奥出雲おろちループ
- 道の駅奥出雲おろちループ
- 奥出雲交通「出雲坂根駅前」停留所

## ギャラリー

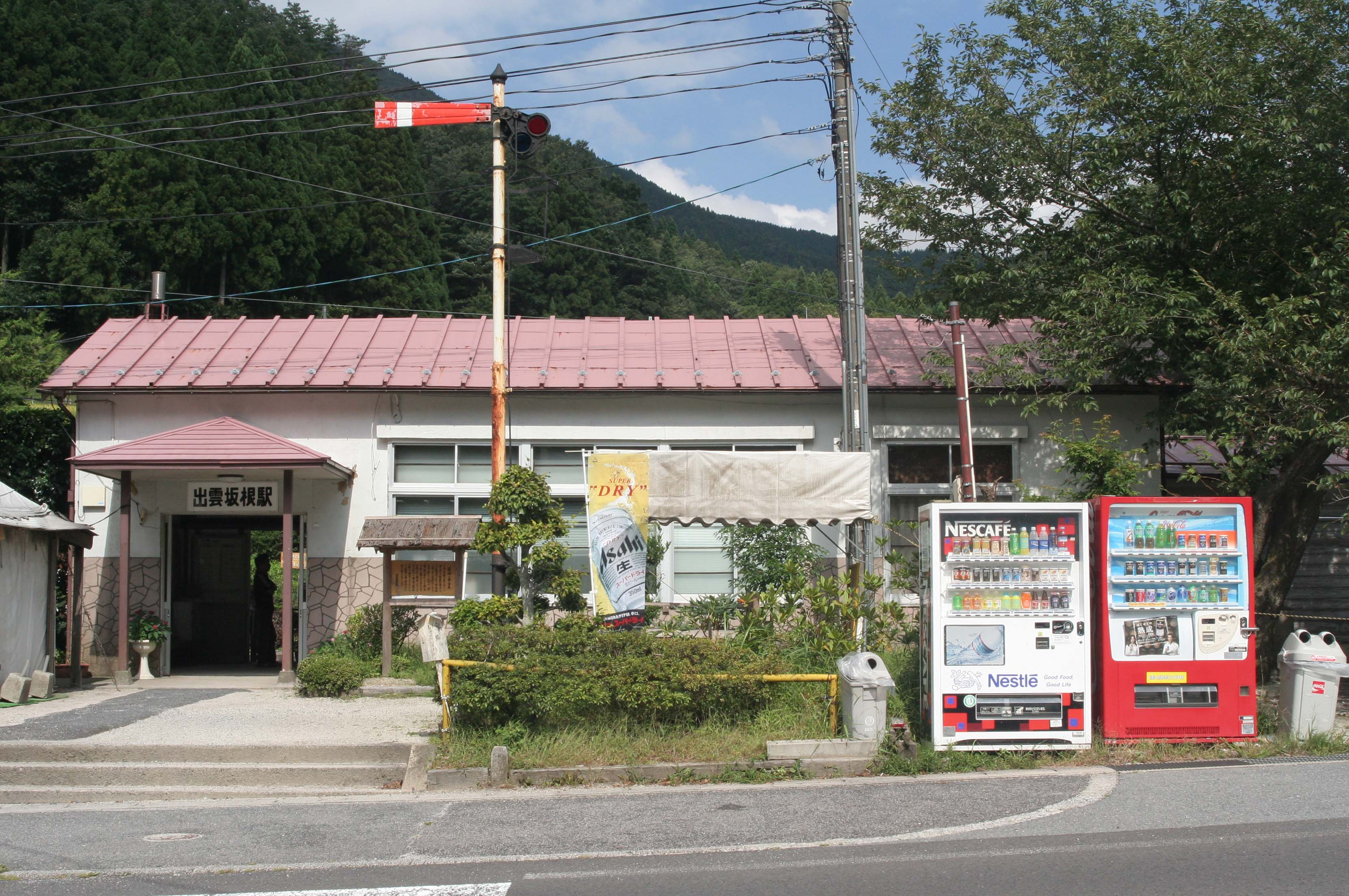
旧駅舎（2007年9月）
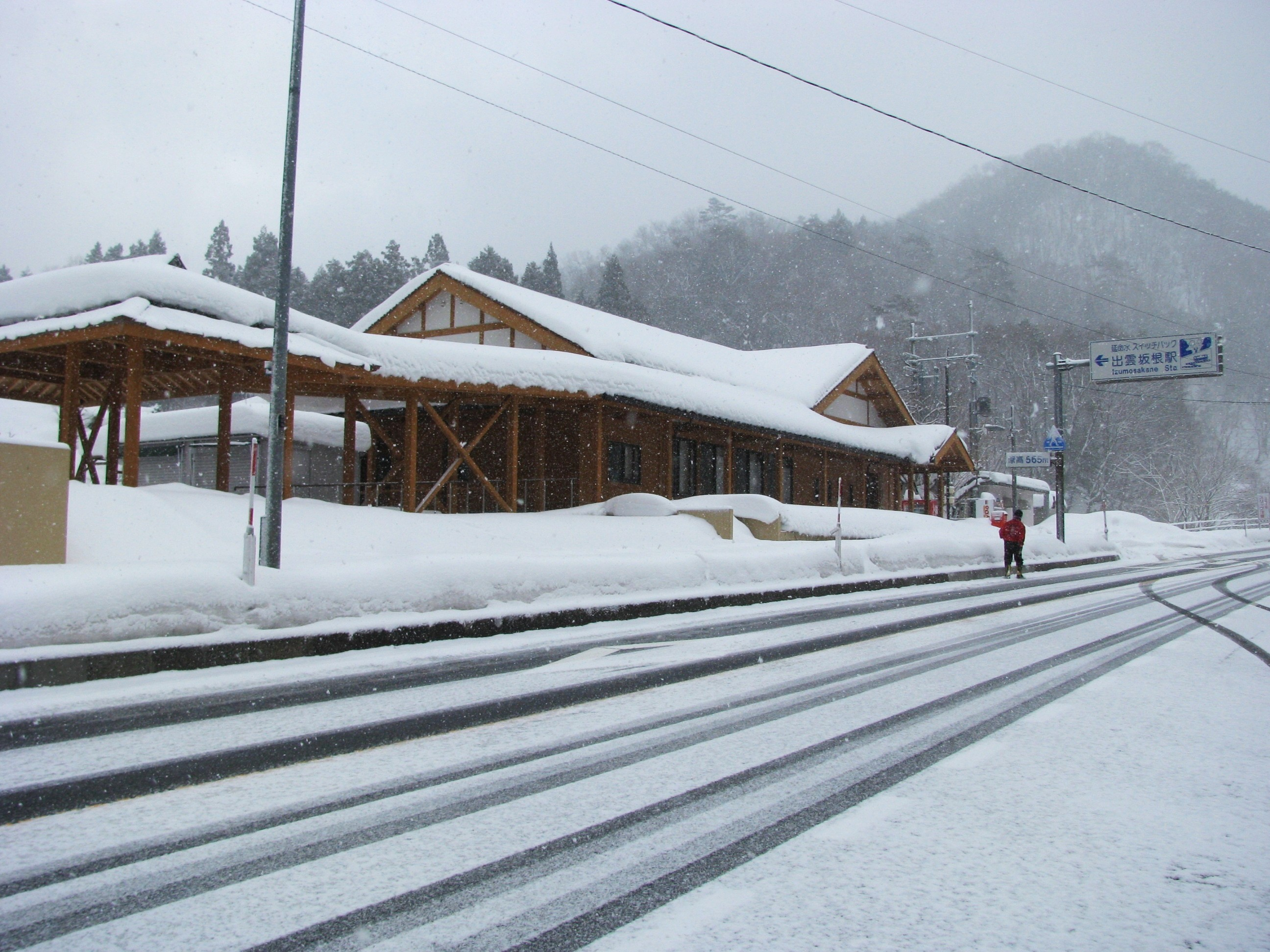
冬の駅舎（2011年1月）
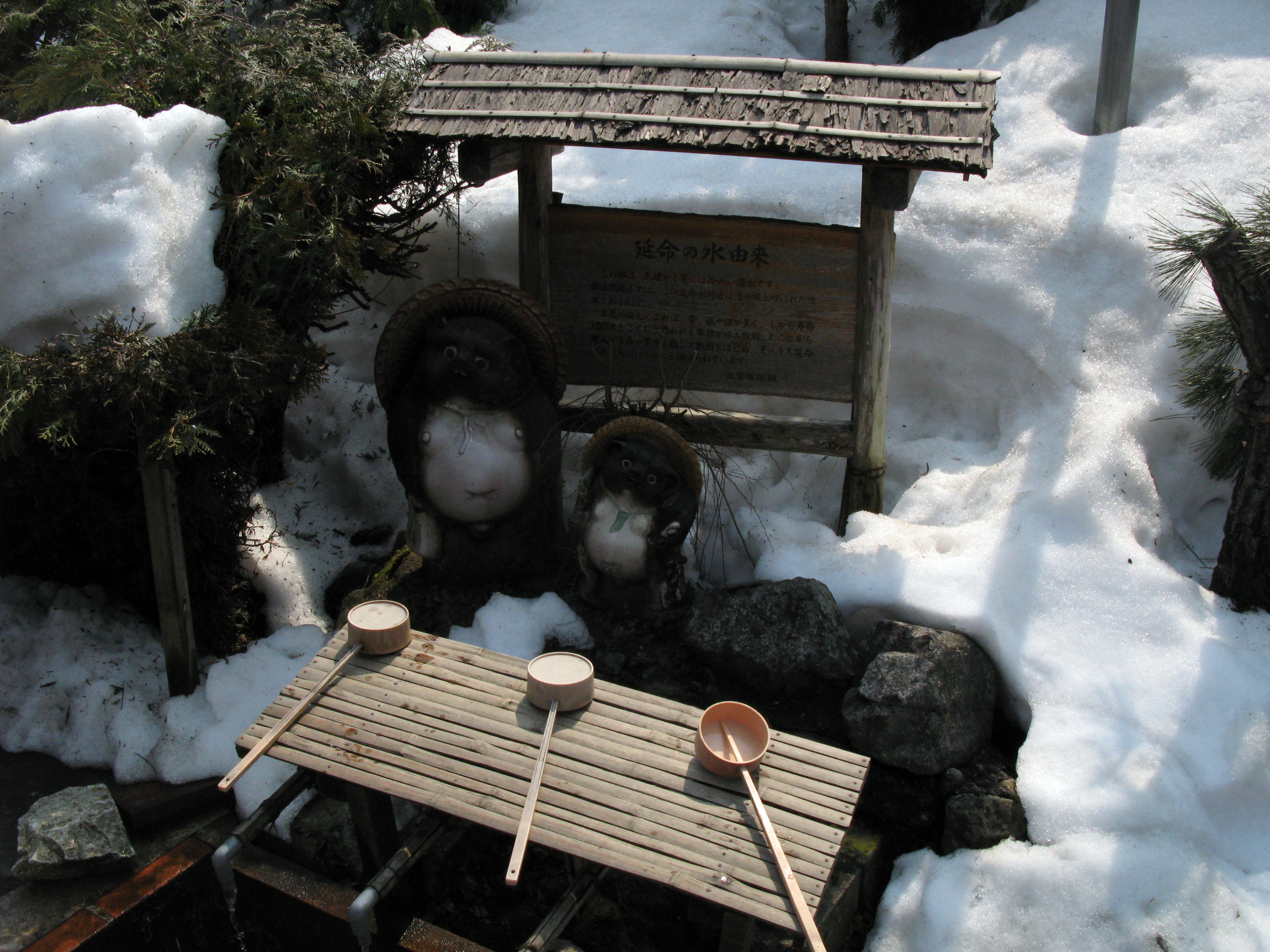
延命水（移設前）
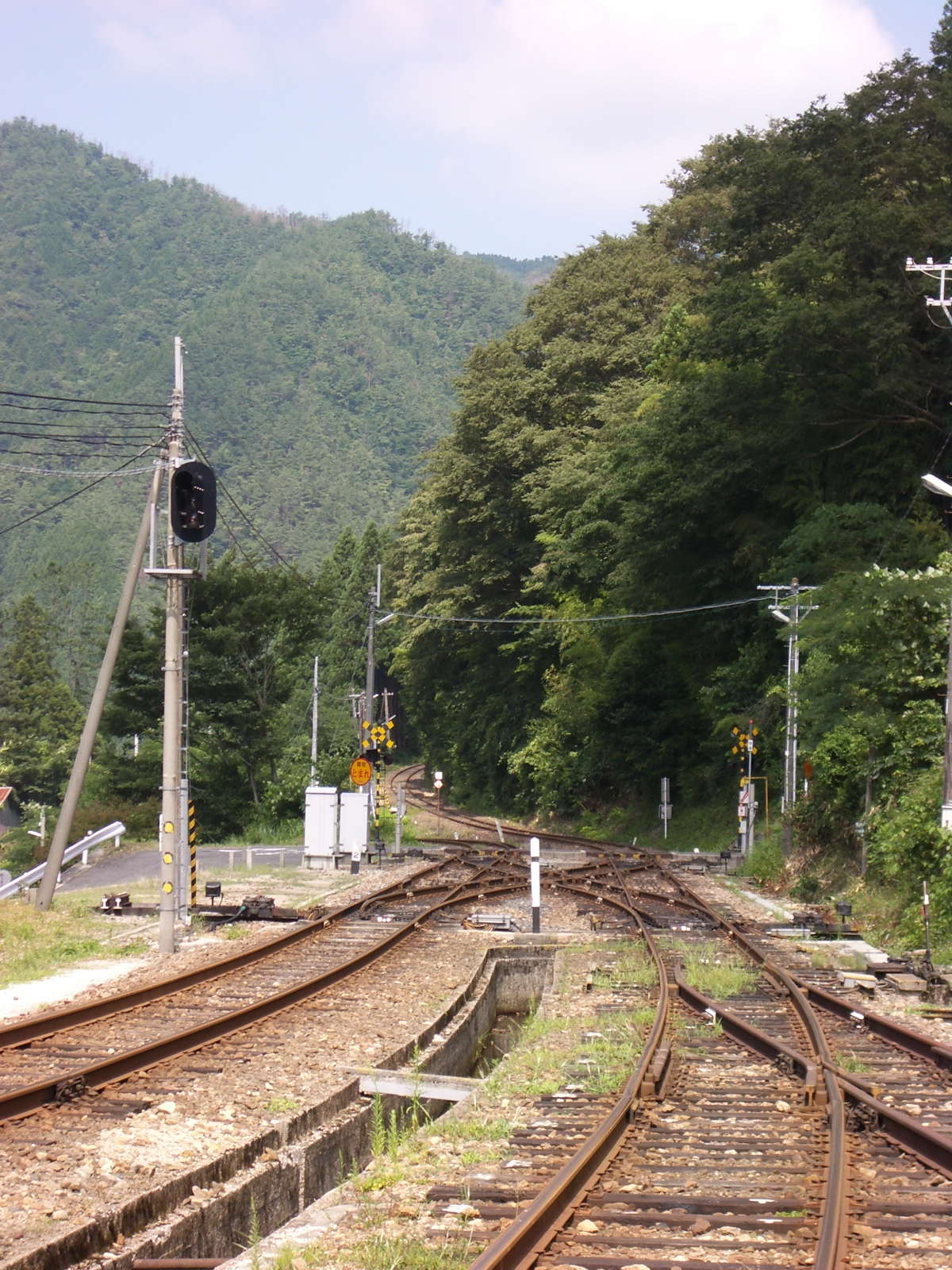
駅のある1段目より2段目の勾配線を望む（下り列車における段数カウント）
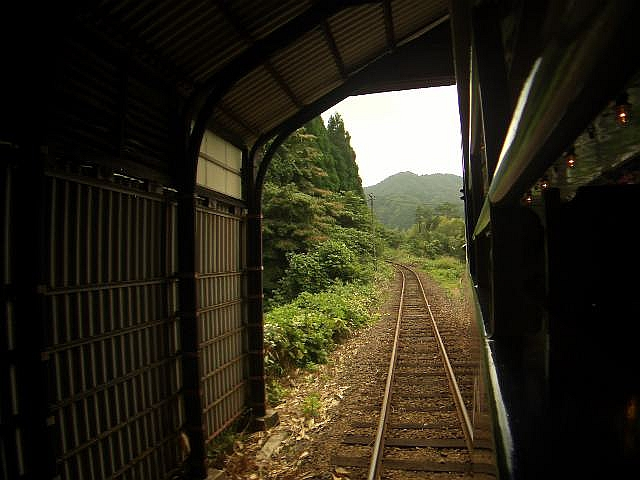
2段目の線路上にいる列車内より3段目を望む（下り列車における段数カウント）
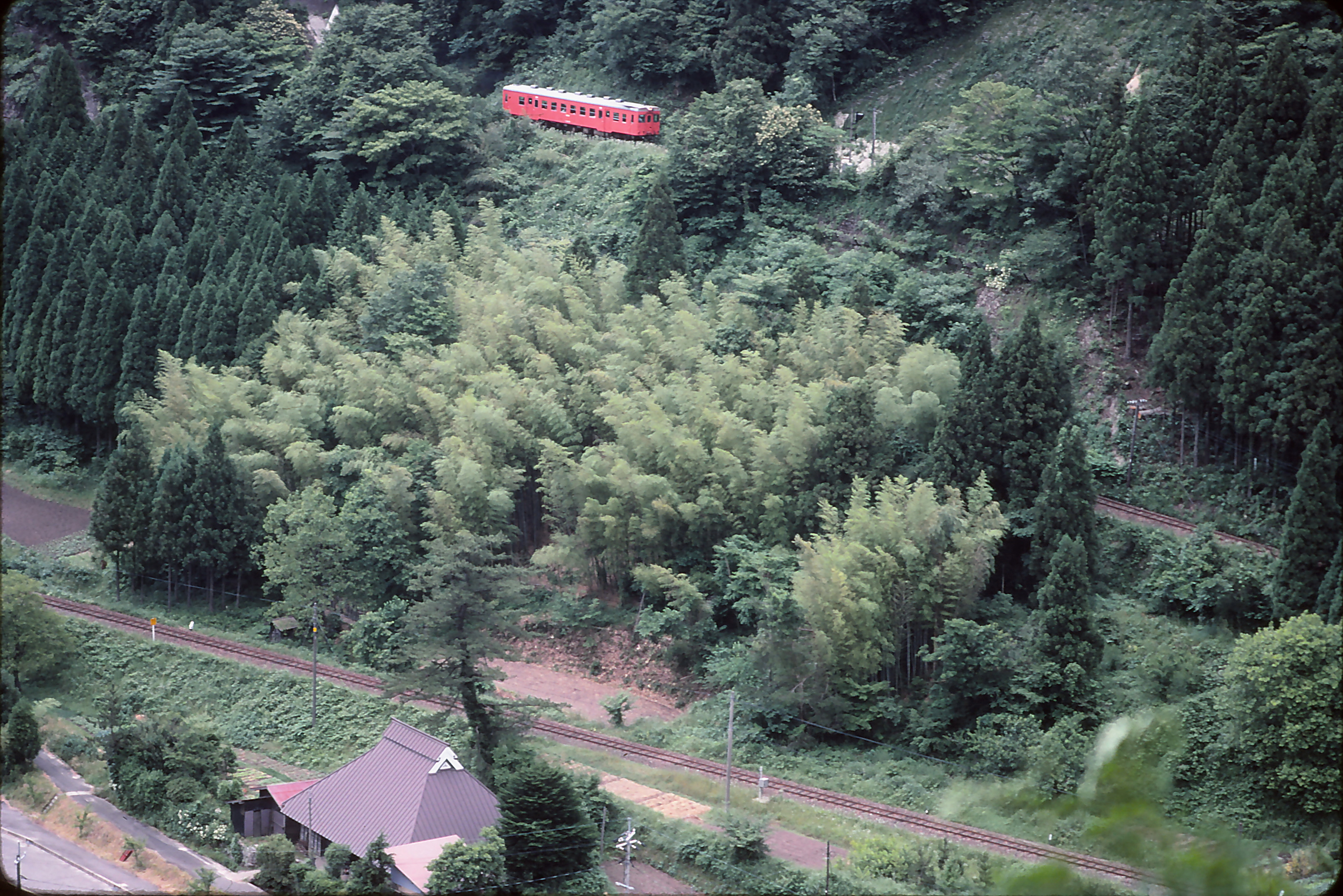
出雲坂根SB 旧国道から（1990年）
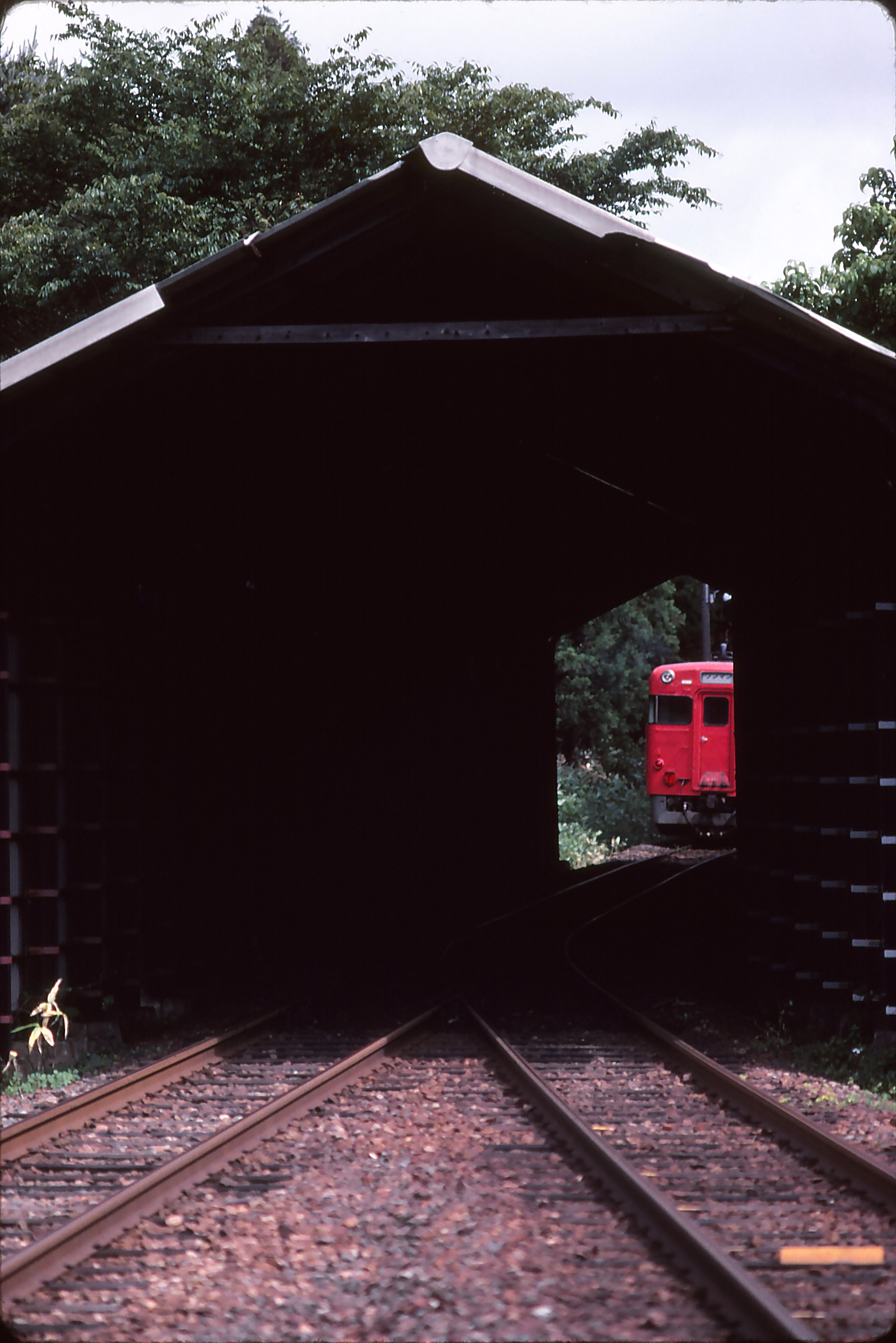
雪覆い（1990年）

## 隣の駅
西日本旅客鉄道（JR西日本）
 木次線
八川駅 - 出雲坂根駅 - 三井野原駅

#### 統計資料
1. ↑  “島根県統計書”. しまね統計情報データベース.   島根県政策企画局. 2025年2月5日閲覧。